# Momssvindel
Momssvindel er svindel med indberettet moms ved salg af varer, tjenester, import af varer eller andet der er momspligtigt i Danmark til Skat. Momssvindel er en kriminel handling, der straffes med fængsel. Moms er en transaktionsskat der pålægges slutforbrugeren (køberen). I Danmark er varer pålagt en momssats på 25%. Varer, tjenester og eller andet lignende kan være fritaget af moms. Momssatsen fastsættes af Regeringen, indbetales til Skat og manglende indbetalelse eller svindel med moms håndholdes af Politiet. 
For at være momspligtig i Danmark skal følgende forudsætninger være opfyldt. 
(1) En juridisk og eller naturlig person med (2) en virksomhed registreret i Danmark (3) med aktiviteter i Danmark, der udfører (4) salg af varer,tjenester, import af varer eller andet der er momspligtigt i Danmark (5) med det mål at skabe en gevinst på sin handlen. 
For at undgå momssvindel er 
- Aktieselskaber (A/S) - med visse undtagelser
- Anpartsselskaber (ApS) - med visse undtagelser
- Selskaber med begrænset ansvar (S.M.B.A og A.M.B.A) - med visse undtagelser
- Erhvervsdrivende fonde
- Børsnoterede selskaber
- Statslige selskaber

pålagt en såkaldt revisionspligt, der medfører at en statsautoriseret eller registreret revisor (hvilken en afhænger af virksomheden størrelse og type) skal revidere årsregnskabet og godkende årsrapporten.
I Danmark differentieres der indenfor hårdheden af den kriminelle handling, herunder om der er tale om (alm.) momssvindel og eller grov momssvindel. 
Karakteren "grov" momssvindel medfører en betydelig hårdere fængselsstraf for den sigtede hvis fundet skyldig i grov momssvindel.
 Der er for få eller ingen kildehenvisninger i denne artikel, hvilket er et problem. Du kan hjælpe ved at angive troværdige kilder til de påstande, som fremføres i artiklen.